# Neotrichus afoveicollis
Neotrichus afoveicollis là một loài bọ cánh cứng trong họ Zopheridae. Loài này được Pal miêu tả khoa học năm 2003.